# Jablonné nad Orlicí
Pour les articles homonymes, voir Jablonné.
Jablonné nad Orlicí (en allemand : Gabel an der Adler) est une ville du district d'Ústí nad Orlicí, dans la région de Pardubice, en Tchéquie. Sa population s'élevait à 3 106 habitants en 2024.

## Géographie
Jablonné nad Orlicí est arrosée par la Tichá Orlice, un affluent de l'Orlice, et se trouve à 16 km au nord-est d'Ústí nad Orlicí, à 62 km à l'est de Pardubice et à 155 km à l'est de Prague.
La commune est limitée par Sobkovice au nord, par Jamné nad Orlicí au nord-est, par Orličky à l'est, par Bystřec au sud et par Mistrovice à l'ouest.

## Histoire
La première mention de la localité remonte à 1304.

## Galerie

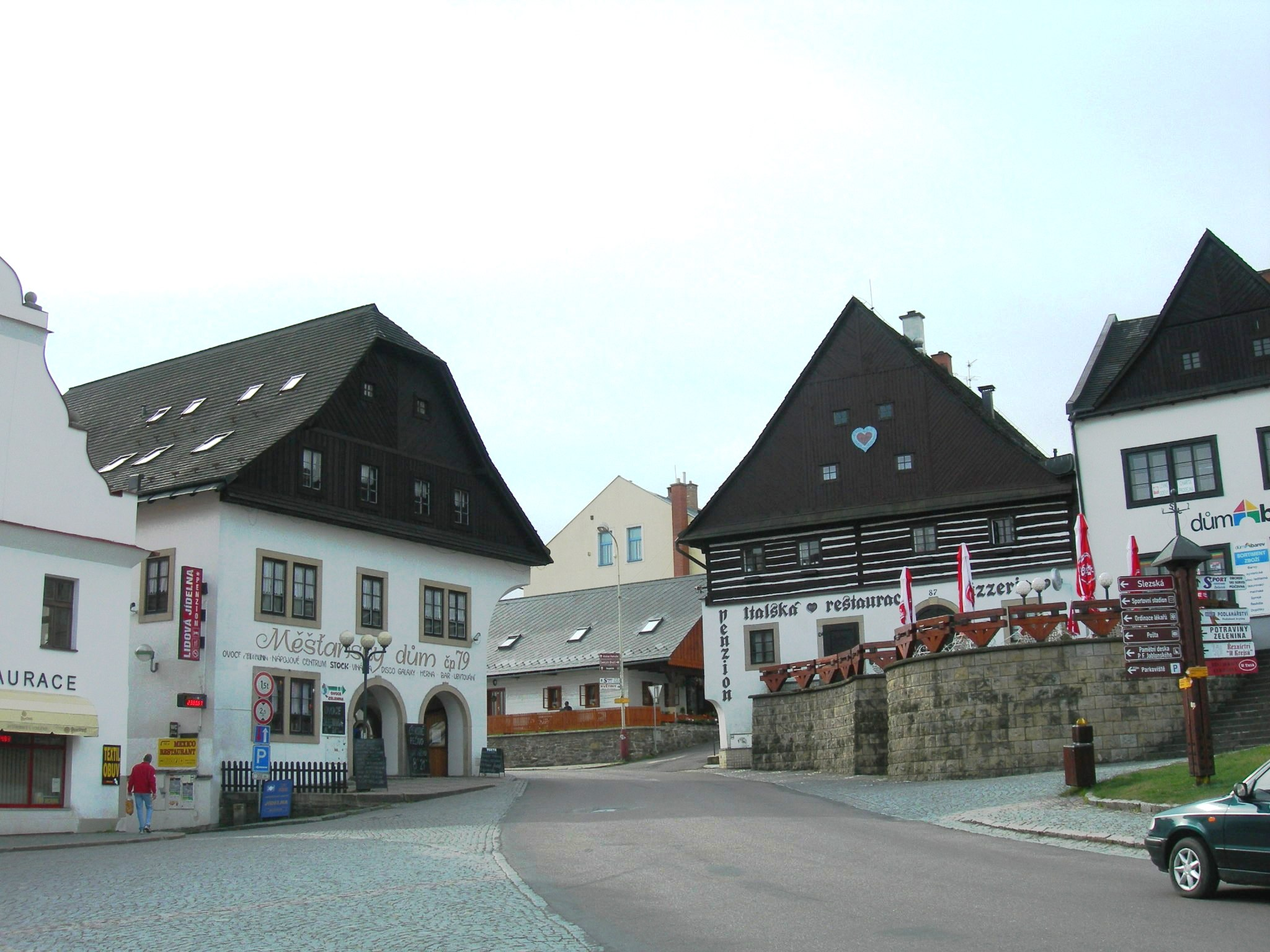
Maisons anciennes.
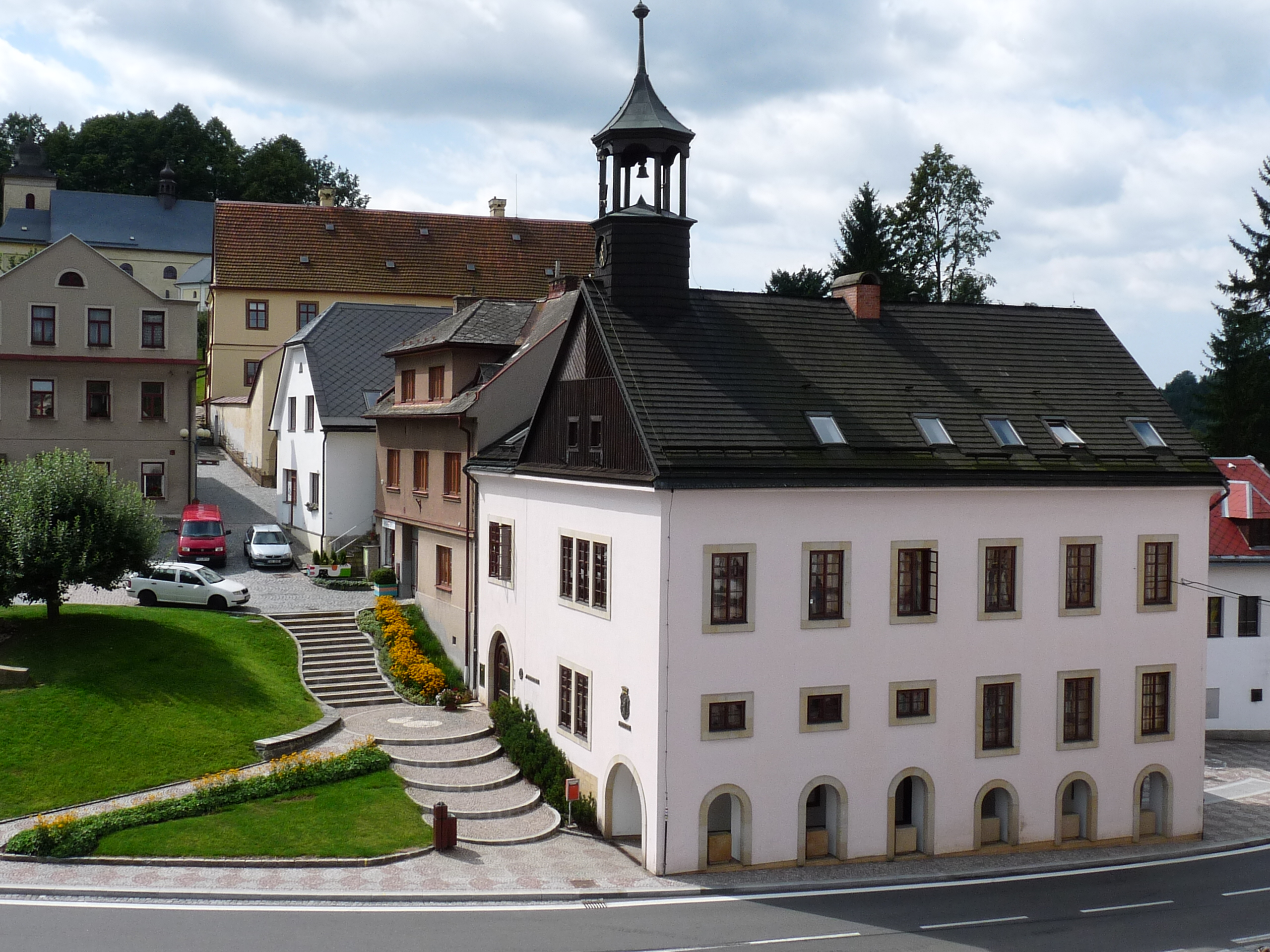
Hôtel de ville.

## Transports
Par la route, Jablonné nad Orlicí se trouve à 11 km de Letohrad, à 22 km d'Ústí nad Orlicí, à 79 km de Pardubice et à 186 km de Prague. 

## Villes jumelles
La ville est jumelée avec :
- Hinwil (Suisse)
- Seehausen (Altmark) (Allemagne)
- Stockerau (Autriche)
- Kondratowice (Pologne)